# Srl CILFIT проти Міністерства охорони здоров’я
Srl CILFIT проти Міністерства охорони здоров’я (1982) — справа Європейських Спільнот (ЄС), яка стосується преюдиційного запиту до Суду Справедливости.

## Зміст
Компанія CILFIT, імпортер вовни, оскаржила суму, яку вона сплатила у вигляді фіксованого збору за санітарний контроль. Апеляції CILFIT були відхилені, і справа дійшла до Касаційного суду. У Касаційному суді Міністерство охорони здоров'я Республіки Італія стверджувало, що фактичні обставини справи є настільки очевидними, що виключають будь-яку іншу можливу інтерпретацію, тому немає необхідности в преюдиційному запиті. Після цього Касаційний суд передав справу на розгляд до Суд Справедливости.

## Судове рішення
Суд постановив, що національний суд останньої інстанції не зобов’язаний передавати справу, якщо питання є acte clair або коли Суд Справедливости вже виніс рішення щодо питання тлумачення, переданого національним судом. Він сказав, що немає потреби посилатися, якщо вже є судове рішення.
|  | 16. ... правильне застосування права Спільноти може бути настільки очевидним, що не залишає місця для будь-яких розумних сумнівів щодо способу вирішення порушеного питання. Перш ніж дійти висновку, що це так, національний суд або трибунал повинен бути переконаний, що це питання є настільки ж очевидним для судів інших держав-членів та Суду Справедливости. Тільки якщо ці умови виконані, національний суд або трибунал може утриматися від передачі питання на розгляд Суду Справедливости і взяти на себе відповідальність за його вирішення. [...] 20. ... кожне положення права Спільноти повинно розглядатися в його контексті та тлумачитися у світлі положень права Спільноти в цілому, з урахуванням їхніх цілей та стану на дату, коли відповідне положення повинно застосовуватися. |

## Значимість
Справа CILFIT відома двома аспектами: підтвердженням принципу, що право Європейських Спільнот має тлумачитися в їхньому контексті та з урахуванням цілей права ЄС, а також встановленням критеріїв, коли не потрібно подавати преюдиційний запит до Суду Справедливости.